# Longcheng (köpinghuvudort i Kina, Henan Sheng, lat 33,61, long 113,92)
Longcheng (kinesiska: 龙城镇) är en köpinghuvudort i Kina. Den ligger i provinsen Henan, i den centrala delen av landet, omkring 130 kilometer söder om provinshuvudstaden Zhengzhou. Antalet invånare är 61 219. Befolkningen består av 28 885 kvinnor och 32 334 män. Barn under 15 år utgör 15,0 %, vuxna 15-64 år 74 %, och äldre över 65 år 9,0 %.
Runt Longcheng är det tätbefolkat, med 659 invånare per kvadratkilometer. Närmaste större samhälle är Luohe, 12,7 km öster om Longcheng. Trakten runt Longcheng består till största delen av jordbruksmark.
Genomsnittlig årsnederbörd är 847 millimeter. Den regnigaste månaden är september, med i genomsnitt 154 mm nederbörd, och den torraste är januari, med 6 mm nederbörd.